# Charaxes dilutus
Charaxes dilutus is een vlinder uit de familie van de Nymphalidae. De wetenschappelijke naam van de soort is voor het eerst geldig gepubliceerd in 1898 door Lionel Walter Rothschild.